# James Hunter
James Hunter (Colchester, 1962. október 2. –) angol R&B, blues és soul énekes.

## Pályakép
Hunter karrierje a „Howlin' Wilf and the Vee-Jays” nevű együttessel indult el, akik 1986-ban kiadták az első albumukat (Cry Wilf), amelyet aztán még hárman kiadtak. Hunter előadásmódja Van Morrison figyelmét is felkeltette. A 2006-os „People Gonna Talk” című albuma Grammy-díjra volt jelölve (Best Traditional Blues Album).

## Lemezek
- 1996: ...Believe What I Say
- 2001: Kick It Around
- 2006: People Gonna Talk
- 2008: The Hard Way
- 2013: Minute by Minute
- 2016: Hold On!
- 2018: Whatever It Takes
- 2020: Nick of Time